# Rhinella icterica
Espèce
Synonymes
- Bufo ictericus Spix, 1824
- Bufo missionum Berg, 1896
- Bufo ictericus mertensi Cochran, 1950

Statut de conservation UICN

 LC  : Préoccupation mineure
Rhinella icterica est une espèce d'amphibiens de la famille des Bufonidae.

## Répartition
Cette espèce se rencontre du niveau de la mer à 1 200 m d'altitude, :
- au Brésil dans les États du Rio Grande do Sul, de Santa Catarina, du Paraná, de São Paulo, du Goiás, du Minas Gerais, de Rio de Janeiro, d'Espírito Santo et dans le sud de l'État de Bahia ;
- dans le nord-est de l'Argentine dans la province de Misiones ;
- dans l'est du Paraguay.

## Description

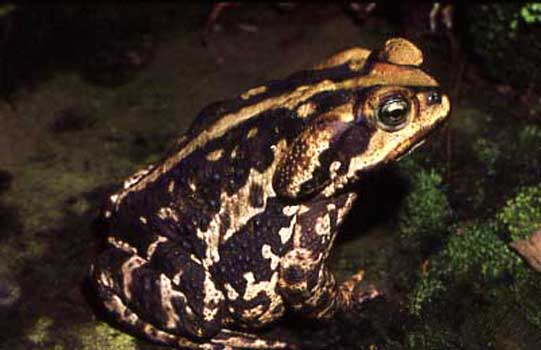
Rhinella icterica

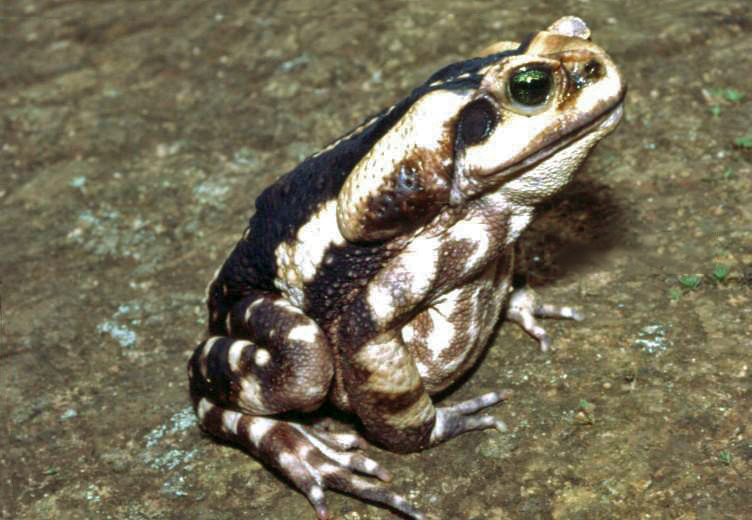
Rhinella icterica

Les mâles mesurent de 100 à 166 mm et les femelles de 135 à 190 mm.

## Publication originale
- Spix, 1824 : Animalia nova sive species novae testudinum et ranarum, quas in itinere per Brasiliam annis 1817-1820 (texte intégral)